# Mã wiki

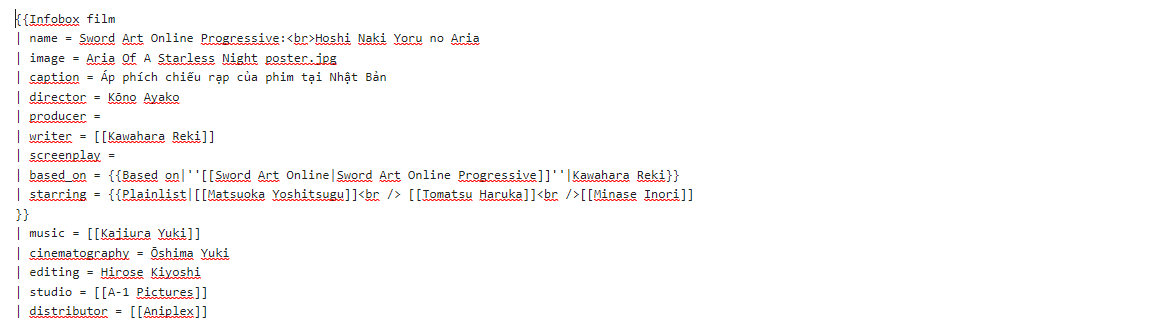
Mã wiki trong Wikipedia

Mã wiki hay văn bản wiki (tiếng Anh: wikitext hay wiki markup) là một ngôn ngữ đánh dấu đưa ra thay thế đơn giản cho HTML và được dùng để viết các trang trong những website wiki như Wikipedia.
Hiện không có một ngôn ngữ mã wiki tiêu chuẩn được chấp nhận rộng rãi. Ngữ pháp, cấu trúc, tính năng, từ khóa, v.v. tùy thuộc vào những phần mềm wiki cụ thể do từng website sử dụng. Ví dụ, tất cả những ngôn ngữ đánh dấu mã wiki đều có cách siêu liên kết đơn giản đến các trang khác trong cùng site, nhưng có một số quy ước cú pháp khác nhau cho các liên kết này. Nhiều wiki, đặc biệt là các wiki xưa, sử dụng CamelCase để đánh dấu những từ nên được tự động tạo liên kết. Với một số wiki (như Wikipedia và các wiki dựa trên MediaWiki) quy ước này bị cấm, thay vào đó là mã đánh dấu rõ ràng, mà Wikipedia gọi là "liên kết tự do", lấy ví dụ là [[…]].
Nhiều chương trình Wiki cho phép tùy chọn sử dụng nhiều yếu tố HTML bên trong mã wiki, những wiki khác thì cho phép ít hơn, và vẫn có wiki khác không được phép dùng HTML. Có trường hợp, những hạn chế về HTML còn tùy thuộc vào từng site sử dụng chương trình.
MediaWiki, phần mềm hiện đang chạy Wikipedia, có ngôn ngữ đánh dấu wiki cho phép sử dụng nhiều thẻ HTML phổ biến; phần mềm nhằm cung cấp một cú pháp thay thế cho phép một số người dùng sử dụng chúng mà không cần phải biết HTML.

## Chuẩn hóa
Creole là một nỗ lực để có một "ngôn ngữ đánh dấu wiki chung dùng trên các Wiki khác nhau". Có một số bộ máy wiki đã hiện thực Creole. Bản chi tiết kỹ thuật phiên bản 1.0 đã được phát hành vào tháng 7 năm 2007.